# Tomcraft
Tomcraft, de son vrai nom Thomas Brückner (né le 12 juin 1975 à Ratisbonne et décédé le 15 juillet 2024), est un disc jockey et producteur allemand. Il est spécialisé dans la trance et la house progressive et est plus connu pour les titres Loneliness et Prosac.

## Biographie
Tomcraft commence à travailler en tant que DJ en 1994, utilisant à la fois la techno et la trance progressive. L'année suivante, il sort son premier morceau This Is No House. Il rencontre Eniac en 1996, et ils se mettent tous les deux à produire de la musique, commençant avec le titre Viva. La même année, il commence Prosac qui n'aboutit à aucun succès jusqu'à sa nouvelle sortie en 2001,,.
En 2002, Tomcraft sort Loneliness, qui atteint la première place en Angleterre. Le succès lui assure des fonds suffisants pour créer son propre label, Great Stuff Recordings, suivi en 2005 par Craft Music. Son titre Overdose est utilisé en 2003 dans le film Party Monster pour le thème de la consommation des drogues par les jeunes new-yorkais. Tomcraft compte au total trois albums :  All I Got (2001), MUC (2003) et Hyper Sexy Conscious (2006), tous sous Kosmo Records.
Son album sorti en 2007, For the Queen, est le fruit d'une collaboration avec Tobias David Lützenkirchen de leur label Great Stuff, et bien qu'il soit similaire dans son style aux précédents albums de Tomcraft, il se distingue par une approche plus narrative, avec moins de dimension dancefloor que ses œuvres précédentes ; il le qualifie d' « album vedette » et il est riche en collaborations et en deux reprises.
Tomcraft meurt le 15 juillet 2024, à l'âge de 49 ans. 

## Discographie

### Albums de mix
- 2003 : Tomcraft - The Mix (album de remixes d'autres artistes, avec deux exceptions ou des artistes ont remixé ses titres)

### Singles
- 1996 : Unicum
- 1997 : The Circle
- 1998 : Mind
- 1999 : The Lord
- 1999 : The Mission
- 2000 : Versus (vs. Sunbeam)
- 2000 : Silence
- 2001 : Prosac
- 2001 : Overdose
- 2003 : Loneliness
- 2003 : Into The Light
- 2003 : Brainwashed (Call You)
- 2004 : Another World (avec Sonique)
- 2006 : Sureshot (avec Sido et Tai Jason)
- 2006 : Broadsword Calling Danny Boy (feat. Jimmy Pop)
- 2010 : Loneliness 2010
- 2010 : Room 414 (Can't Get Away)
- 2010 : A Place Called Soul
- 2011 : Tell Mummy
- 2012 : Zounds of Arca
- 2012 : Rock ’N’ Roller
- 2012 : Get It Played
- 2012 : The Noyz (feat. Sam Obernik)
- 2012 : Supersonic (feat. Sister Bliss)
- 2013 : Loneliness 2K13
- 2013 : U Got 2 Know
- 2013 : Iron Raver
- 2013 : Hey!
- 2014 : Driver
- 2016 : Anybody (feat. Gil Ofarim)